# Арчо
Арчо (рос. Арчо) — село Ахвахського району, Дагестану Росії. Входить до складу муніципального утворення Сільрада Село Арчо.
Населення — 356 (2015).

## Населення
За даними перепису населення 2002 року в селі мешкало 170 осіб. У тому числі 75 (44,12 %) чоловіків та 95 (55,88 %) жінок.
Переважна більшість мешканців — каратинці (99 % усіх мешканців). У селі переважає каратинська мова.